# 藤原良輔
藤原 良輔（ふじわら の よしすけ）は、平安時代初期の貴族。藤原北家、左大臣・藤原冬嗣の四男。官位は正五位上・雅楽助。

## 経歴
外祖父の安倍男笠は従四位下にまで昇り、かつ冬嗣と同年に没している事から、外祖父の支援を期待できる立場にありながら、良輔は正五位上・雅楽助に終わっており、それ以上の事績は伝わっていない（なお、同母弟の良門は早世したため、五位に昇らず没している）。これは本人の才覚の問題も考えられるものの、外祖父の安倍男笠の評判が「性質素無才学、歴職内外不聞善悪」とされて芳しくなく、それが母親及び良輔に対する後ろ盾の弱さに繋がったと推定されている。

## 系譜
- 父：藤原冬嗣
- 母：安倍男笠の娘
- 妻：不詳
  - 男子：藤原四門
  - 男子：藤原四友
  - 男子：藤原四道
  - 男子：藤原四数
  - 男子：藤原四盛
  - 男子：藤原四時